# 晚餐时间

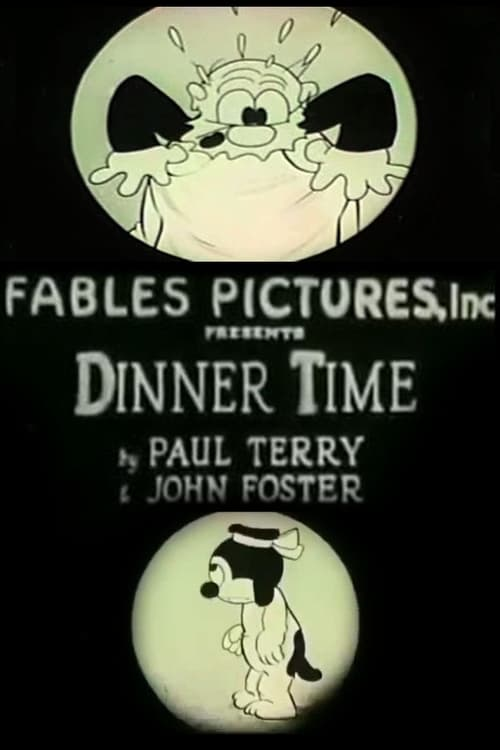
《晚餐時間》

《晚餐時間》（英語：Dinner Time）是一部於1928年上映的美國動畫短片，由阿瑪迪·J·范博倫製作，保羅·特里執導，約翰·福斯特為聯合導演，由范博倫工作室製作。 喬賽亞·祖羅安排並指揮了「同步」樂譜。 這部電影是《伊索寓言電影系列》的一部分，影片主要講述了特里創作的一名叫阿爾法法的農夫的故事，他是一名屠夫，負責抵禦一群討厭的狗。 
《晚餐時間》是歷史最早的公開放映的有聲電影卡通之一。它於1928年8月在紐約市斯特蘭德劇院首演，並於1928年10月14日由百代交易所正式發行，比華特·迪士尼的有聲動畫片《汽船威利號》的發行時間早一個月。《晚餐時間》並沒有受到觀眾們的追捧，反而是迪士尼的電影被受到廣泛的歡迎，被人們認為是廣義上的第一部同步有聲動畫片。

## 另見
- 留聲底片（英语：Phonofilm）
- 有聲電影